# カポネ大いに泣く
『カポネ大いに泣く』（カポネおおいになく）は、梶山季之が1971年に発表した小説。また、これを原作とした1985年公開の日本映画である。

## 映画
ケイエンタープライズ製作、松竹＝松竹富士配給で1985年2月16日に公開された。監督は鈴木清順、キャストは萩原健一、沢田研二、田中裕子ほか。音楽は萩原や沢田の映画・ドラマでお馴染みの井上堯之が担当。上映時間は130分。
英題:Capone Cries a Lot／Al Capone Weeps With Passion

### ストーリー
太平洋戦争以前、芸者の小染は旅回りの役者桃中軒海右衛門と出会い、深い仲になり、サンフランシスコへと駆け落ちする。
浪花節で日本人移民を慰問しようとするが、周旋業者にだまされ、小染は職業売春婦に、海右衛門は職業無職になる。
東海岸にはギャンブルハウスを経営する日本人の倶楽部があり、そこの頭目である大沢鉄五郎と出会った二人。鉄五郎はビックマネーを得るためアルカポネと取引をするが、やがて小染は死んでしまう。

### キャスト
- 萩原健一（桃中軒海右衛門）
- 沢田研二（大沢鉄五郎）
- 田中裕子（蛸廼舎小染）
- 高倉美貴（水芸の男の女房）
- 柄本明（桃中軒牛右衛門）
- チャック・ウィルソン（アル・カポネ）
- ランディ・レイス（フランク・カポネ）
- ローリー・ベリス（リリアン）
- 樹木希林（立川仙枝）
- 加藤治子（女房）
- 牧伸二（立川団十郎）
- 梅宮辰夫（堀久兵衛）
- 峰岸徹（親分・吉田）
- 平田満（乾分・寅吉）
- 苅谷俊介（乾分・近藤）
- たこ八郎（乞食の親分）
- ベンガル（中国人）
- 常田富士男（周頭取）
- 阿藤海（銀行支配人）
- 志賀圭二郎、新井康弘、中丸新将、江川マストン、倉崎青児、樋口隆則　ほか

### スタッフ
- 監督：鈴木清順
- 企画：奥山和由
- 企画協力：齋藤佳雄
- 製作：櫻井五郎
- プロデューサー：中村賢一
- 脚本：大和屋竺、木村威夫、鈴木岬一
- 原作：梶山季之
- 撮影：藤澤順一、高田昭
- 音楽：井上堯之
- 美術：木村威夫
- 照明：大西美津男
- 録音：福島信雅
- 編集：鈴木晄
- 助監督：高橋正治、渡辺孝好、中井俊夫、滝坂裕二、藤嘉行
- スチール：金田正
- 技斗：岡田勝
- カースタント：高橋レーシング
- スタジオ：にっかつ撮影所
- 現像：東洋現像所
- 企画協力：角川春樹事務所、プリモ・ジャパン
- 制作協力：日伸プロモーション、グレンピーク・マナーゴルフクラブ、ラムコーポレーション
- 配給：松竹、松竹富士

### 製作
萩原健一の相手役を務めるリリアンこと、ローリー・ベリス（文献によりロリー・ベリス）は、アメリカミズーリ州生まれで、ニューヨークで活動していた現役モデル。資生堂のCMキャンペーンガール（商品名不明）として来日中に本作のオーディションに合格し抜擢された。身長175cm。B86cm、W61cm、H89cm（映画製作当時）。